# Inquispongia iranica
Inquispongia iranica (лат.) — вид вымерших известковых губок из монотипического рода Inquispongia семейства Endostomatidae отряда Stellispongiida. Известен по ископаемым остаткам из отложений формации Кале-Дохтар-Лаймстоун в Иране, относящихся к юрскому периоду (келловей—оксфорд). Научно описан Бабой Сеноубари-Дарьяном, Францем Фурсичем и Курошем Рашиди в 2020 году. Родовое название происходит от лат. iniquus (неровная) и spongia (губка); оно было выбрано по причине неровной поверхности губки. Видовое название означает «иранская». 

## Диагноз
Senowbari-Daryan et al., 2020 дали следующий диагноз:

Прямая или изогнутая губка цилиндрической формы с неровной морфологией. Нет каналов для вдыхания. Несколько больших каналов для выдыхания оканчиваются аксиальным спонгоцелем. Большие каналы для выдыхания переходят в крупные виноградообразные возвышения. Скелет губки состоит из сетчатых волокон. Спикулы отсутствуют.
Оригинальный текст (англ.)Cylindrical, straight or curved sponge with uneven  morphology.  Without  inhalant  canals.  Several large  exhalant  canals  end  into  the  axial  spongocoel. The  large  exhalant  canals  extend  into  large  grape-like elevations. The sponge skeleton is composed of reticulate fibres. Spicules absent.